# Xiangtianxiang (ort i Kina, Jiangxi Sheng, lat 28,82, long 115,39)
Xiangtianxiang är en ort i Kina. Den ligger i provinsen Jiangxi, i den sydöstra delen av landet, omkring 50 kilometer väster om provinshuvudstaden Nanchang. Antalet invånare är 13 460. Befolkningen består av 6 366 kvinnor och 7 094 män. Barn under 15 år utgör 20,0 %, vuxna 15-64 år 71 %, och äldre över 65 år 7,0 %.
Runt Xiangtianxiang är det ganska tätbefolkat, med 155 invånare per kvadratkilometer. Närmaste större samhälle är Chi'an, 13,9 km söder om Xiangtianxiang. Trakten runt Xiangtianxiang består till största delen av jordbruksmark.
Genomsnittlig årsnederbörd är 2 159 millimeter. Den regnigaste månaden är juni, med i genomsnitt 337 mm nederbörd, och den torraste är oktober, med 44 mm nederbörd.